# جام ملت‌های اقیانوسیه ۱۹۸۰
جام ملت‌های اقیانوسیه ۱۹۸۰ دومین دوره از مسابقات جام ملت‌های اقیانوسیه بود که توسط کنفدراسیون فوتبال اقیانوسیه برگزار شد. در پایان مسابقات تیم ملی فوتبال استرالیا برای اولین بار به مقام قهرمانی رسید.